# Сергіївка (Миргородський район)
Сергіївка (у 1921—2016 роках — Краснознаменка) — село в Україні, центр Сергіївської сільської громади Миргородського району Полтавської області. Населення становить ▼1147 осіб.

## Географія
Село Сергіївка розташоване на березі річки Хорол, вище за течією на відстані 1 км розташоване село Веселе, нижче за течією примикає село Петрівка-Роменська.
Річка у цьому місці звивиста, утворює лимани, стариці та заболочені озера.
Поруч пролягає автомобільний шлях Т 1705.

## Історія
1625 — дата заснування, як село Сергіївка.
За даними на 1859 рік у власницькому, казенному та козацькому селі, центрі Сергіївська волость Гадяцького повіту Полтавської губернії, мешкало 2043 особи (967 чоловічої статі та 1076 — жіночої), налічувалось 131 дворове господарство, існували православна церква, станова квартира та завод.
Постановами Гадяцьких повітпарткому КП(б)У від 19 квітня 1921 року та повітвиконкому від 7 травня Сергіївку з 1 травня 1921 року перейменовано в Краснознаменку. Одночасно з цим Сергіївську волость Гадяцького повіту, центром якої на той час була Сергіївка, перейменовано на Краснознаменську. Приводом для перейменування стало «нагородження Сергіївського комітету незаможних селян Червоним прапором за боротьбу з бандитизмом».
Село постраждало внаслідок голодоморів 1923–1933 та 1946–1947 років.
2016 року селу повернуто історичну назву.
Після ліквідації Гадяцького району у липні 2020 року увійшло до Миргородського району.

## Населення

### Мова
Розподіл населення за рідною мовою за даними перепису 2001 року:
| Мова       | Кількість | Відсоток |
| ---------- | --------- | -------- |
| українська | 1165      | 97.00%   |
| російська  | 22        | 1.84%    |
| вірменська | 7         | 0.58%    |
| білоруська | 6         | 0.50%    |
| румунська  | 1         | 0.08%    |
| Усього     | 1201      | 100%     |

## Економіка
- Птахо-товарна ферма.
- ТОВ «Хорол».

## Соціальна сфера
- Дитячий садок «Джерельце».
- Школа.

## Постаті
- Ілляшенко Віктор Володимирович (1984—2014) — солдат Збройних сил України, учасник російсько-української війни.